# Districts des Territoires du Nord-Ouest
 (avril 2020).
Si vous disposez d'ouvrages ou d'articles de référence ou si vous connaissez des sites web de qualité traitant du thème abordé ici, merci de compléter l'article en donnant les références utiles à sa vérifiabilité et en les liant à la section « Notes et références ».
Les districts des Territoires du Nord-Ouest sont un ancien type de subdivision de ce territoire administré par le Canada.
L'immensité des Territoires du Nord-Ouest (anglais : Northwest Territories, orthographié North-West Territories de 1870 à 1905) du Canada signifiait que pendant une grande partie de son histoire, il fut divisé en plusieurs districts pour en faciliter l'administration. Le nombre et la taille de ces districts territoriaux ont varié à mesure que d'autres provinces et territoires du Canada ont été créés et élargis. Les districts des Territoires du Nord-Ouest ont été abolis en 1999 avec la création du territoire du Nunavut et la réduction des Territoires du Nord-Ouest à sa taille actuelle.

## Pré-«districts» des Territoires du Nord-Ouest
Les Territoires du Nord-Ouest ont été administrés comme une seule entité, sans districts, de 1870 à 1882.
En 1870, le Canada a pris le contrôle de la Terre de Rupert et du Territoire du Nord-Ouest de la Compagnie de la Baie d'Hudson. Cette même année, un petit morceau de la Terre de Rupert a été formé dans la province du Manitoba, mais le reste de la région a été fusionné et renommé Territoires du Nord-Ouest. Cette région comprenait la grande majorité de la masse continentale actuelle du Canada et couvrait une superficie de la taille de l'Europe de l'Ouest.
En 1876, la taille des Territoires du Nord-Ouest s'est contractée lorsqu'une grande superficie de 590 932 km2 (228 160 mi²), entre le Manitoba et l'Ontario et le long de toute la côte ouest de la baie d'Hudson, a été établie par le Canada en tant que territoire nommé le district de Keewatin. Ce territoire autonome ne doit pas être confondu avec les « districts » qui seront créés ultérieurement dans les Territoires du Nord-Ouest.
En 1880, l'archipel canadien de l'Arctique a été cédé au Canada par le Royaume-Uni et cette terre a été ajoutée aux Territoires du Nord-Ouest.

## Chronologie
| District     | Creation | Abolition | Localisation actuelle                     | Territoire couvert | Notes |
| ------------ | -------- | --------- | ----------------------------------------- | --- | --- |
| Alberta      | 1882     | 1905      | Alberta                                   | - Le district couvrait la partie centre-sud et sud-ouest de l'actuelle Alberta. | |
| Assiniboia   | 1882     | 1905      | Saskatchewan, Alberta                     | - Le district couvrait le quart sud de l'actuelle Saskatchewan et l'extrême sud-est de l'actuelle Alberta. | |
| Athabasca    | 1882     | 1905      | Alberta, Saskatchewan                     | - À l'origine, la partie nord de l'actuelle Alberta. - Agrandie en 1895 pour inclure la partie nord de l'actuelle Saskatchewan. | |
| Saskatchewan | 1882     | 1905      | Saskatchewan, Alberta, Manitoba           | - La partie centrale et nord-centrale de la Saskatchewan actuelle, ainsi qu'une partie nord-est de l'Alberta actuelle et une partie nord-ouest du Manitoba actuel. | |
| Franklin     | 1895     | 1999      | Territoires du Nord-Ouest, Nunavut        | - Toutes les îles canadiennes de l'océan Arctique, plus les péninsules Melville et Boothia (tous deux situées dans le Nunavut moderne) reliées au continent. - Expansion en 1920 pour inclure les îles de la baie d'Hudson, de la baie James et de la baie d'Ungava. | Le district a effectivement cessé de fonctionner plusieurs années avant 1999, avec la création des « régions administratives » des TN-O. |
| Mackenzie    | 1895     | 1999      | Territoires du Nord-Ouest, Nunavut, Yukon | - Le district comprenait toute la partie continentale des Territoires du Nord-Ouest actuels, et la partie continentale extrême-nord-ouest du Nunavut actuel. - Initialement, il comprenait des terres qui se trouvent maintenant dans l'extrême est et le nord-est du Yukon ; il a cédé ces terres au territoire du Yukon en 1901 dans le cadre d'un ajustement des limites. | Le district a effectivement cessé de fonctionner plusieurs années avant 1999, avec la création des « régions administratives » des TN-O. |
| Ungava       | 1895     | 1920      | Québec, Terre-Neuve-et-Labrador, Nunavut  | - Le district comprenait initialement le nord du Québec moderne ; l'intérieur du Labrador moderne ; et les îles de la baie d'Hudson, de la baie James et de la baie d'Ungava qui font maintenant partie du Nunavut. - La partie la plus au sud du district a été cédée au Québec en 1898. - Toutes les terres continentales restantes furent cédées au Québec en 1912, territoire nommé Nouveau-Québec. - Les îles inhabitées au large furent transférées au district de Franklin en 1920. | Le district a effectivement cessé de fonctionner en 1912, après que toutes les terres continentales avaient été cédées au Québec.        |
| Yukon        | 1895     | 1898      | Yukon                                     | Le district recouvrait presque exactement le Yukon actuel ; certaines terres du Yukon actuel à la frontière orientale furent transférées du district de Mackenzie en 1901. | Converti en territoire autonome du Yukon en 1898 en raison de l'avènement de la ruée vers l'or du Klondike.                              |
| Keewatin     | 1905     | 1999      | Nunavut, Ontario, Manitoba                | - Initialement, il comprenait les parties extrême-nord de l'Ontario et du Manitoba actuels, ainsi que presque toutes les parties continentales du Nunavut actuel. - Toutes les terres au sud du 120e parallèle furent cédées à l'Ontario et au Manitoba en 1912. - À ne pas confondre avec le district de Keewatin (1876-1905), une entité indépendante autonome qui ne faisait pas partie des TN-O.                                                                                       | Le district a effectivement cessé de fonctionner plusieurs années avant 1999, avec la création des « régions administratives » des TN-O. |

### 1882

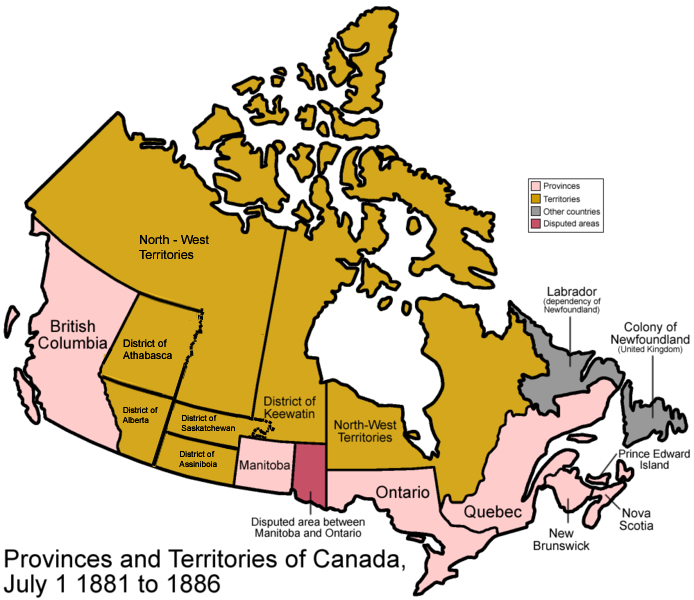
Carte du Canada en 1882. Les districts de 1882 sont superposés sur la carte de 1881.

À mesure que la partie sud des Territoires du Nord-Ouest s'est peuplée, quatre districts ont été créés en 1882 pour en faciliter l'administration ; à la différence de Keewatin, ces régions sont restées une partie des Territoires du Nord-Ouest et ont donc été officiellement appelées districts provisoires, :
- Le district d'Alberta couvrait la partie sud-ouest de la province de l'Alberta, à l'est de la Colombie-Britannique, à l'ouest de la ligne entre les rangs 10 et 11 du Dominion Land Survey (environ 112° ouest) et au nord de la frontière canado-américaine.
- Le district d'Athabasca couvrait la moitié nord de la province de l'Alberta.
- Le district d'Assiniboia couvrait le quart le plus au sud de la province de la Saskatchewan (au sud de la neuvième ligne de correction, à environ 51,97° nord), mais s'étendait un peu plus à l'ouest sur une partie de la province de l'Alberta.
- Le district de la Saskatchewan se situait au nord du district d'Assiniboia s'étendant à mi-hauteur de la province de Saskatchewan (18e ligne de correction, environ 55,11° nord). Il s'étendait plus à l'est que le district d'Assiniboia, s'étendant au nord de la province du Manitoba jusqu'à la rive du lac Winnipeg et du fleuve Nelson. Il s'est également étendu vers l'ouest dans ce qui est maintenant l'Alberta.

### 1895

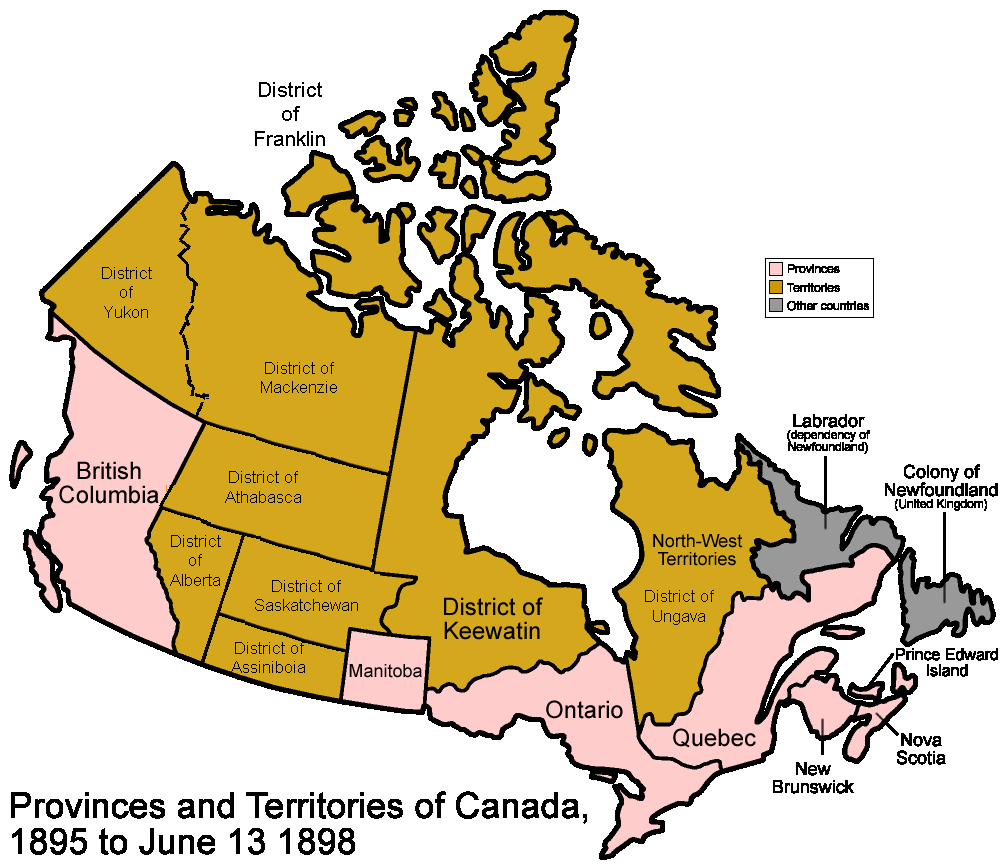
Carte du Canada en 1895.

En 1895, la partie nord des Territoires du Nord-Ouest a été divisée en quatre autres districts internes pour faciliter l'administration :
- Le district de Franklin était composé des îles de l'Arctique.
- Le district d'Ungava était composé du nord du Québec, de parties du Labrador et des îles au large (dans les baies d'Hudson, James et Ungava) qui font aujourd'hui partie du Nunavut.
- Le district du Yukon était composé de ce qui est aujourd'hui le Yukon.
- Le district de Mackenzie couvrait le reste, s'étendant de la frontière du Yukon à l'ouest jusqu'à la frontière de Keewatin à l'est et ne contenant aucune des îles.
- Le district d'Athabasca a été agrandi pour couvrir la moitié nord de l'Alberta et de la Saskatchewan.

### 1898
Les Territoires du Nord-Ouest ont été réduits en 1898 lorsque la ruée vers l'or du Klondike a nécessité la conversion du district du Yukon en territoire autonome du Yukon. De plus, la partie la plus méridionale d'Ungava fut cédée au Québec.

### 1901
Un léger ajustement des limites a été effectué, une petite portion de terrain dans la partie nord-ouest du district de Mackenzie fut cédée au territoire du Yukon.

### 1905
Les Territoires du Nord-Ouest ont connu des ajustements importants en 1905 :
- Les districts d'Alberta, d'Assiniboia, d'Athabasca et de la Saskatchewan ont été réorganisés pour former les provinces de l'Alberta et de la Saskatchewan.
- Le territoire indépendant d'origine, le district de Keewatin, qui s'était considérablement rétréci par rapport à sa taille de 1876, alors qu'une grande partie de sa superficie avait été convertie en expansion du Manitoba et de l'Ontario, a abandonné son autonomie et est devenu un district des Territoires du Nord-Ouest.
- Une petite partie est des districts disparus de la Saskatchewan et de l'Athabaska fut ajoutée au district de Keewatin.
- Une partie du district de Mackenzie fut ajoutée au district de Keewatin.
- Le trait d'union fut retiré des Territoires du Nord-Ouest, de sorte que la zone s'appelait désormais Territoires du Nord-Ouest.
- Les Territoires du Nord-Ouest se composèrent désormais des districts de Franklin, Ungava, Mackenzie et Keewatin.

### 1912
Les Territoires du Nord-Ouest ont connu une nouvelle réduction en 1912 :
- Toute la partie continentale du district d'Ungava a été convertie en expansion nord de la province de Québec. Seules les plus de 1 500 îles au large presque entièrement inhabitées du district sont restées dans les Territoires du Nord-Ouest; ils ont été officiellement intégrés au district de Franklin en 1920.
- La majeure partie du district de Keewatin (se trouvant au sud du 60e degré nord) fut convertie en expansion nordique des provinces de l'Ontario et du Manitoba.

Les Territoires du Nord-Ouest se composèrent alors des districts de Franklin, Mackenzie et Keewatin. Ungava était encore techniquement un district jusqu'en 1920, mais sans population à administrer, cette désignation de district n'a pas été effectivement utilisée après 1912.
Les trois districts restants ont continué d'être utilisés pendant un certain nombre de décennies, mais comme le contrôle du territoire a été transféré des ministères du gouvernement fédéral à un gouvernement centralisé à Yellowknife à partir de 1967, ils ont commencé à être beaucoup moins utilisés. Bien que les districts de Franklin, Mackenzie et Keewatin aient continué à apparaître sur de nombreuses cartes (et étaient techniquement encore existants), dans les années 1980, la gouvernance pratique réelle des Territoires du Nord-Ouest était divisée en quatre régions administratives : Inuvik, Fort Smith, Keewatin et Baffin. Une cinquième région, la région de l'Arctique central et appelée par la suite Kitikmeot, a été par la suite détachée de la région de Fort Smith.

### 1999
En 1999, les Territoires du Nord-Ouest ont été réduits à leur taille actuelle - et la notion de « districts » a été abolie - avec la création du territoire canadien du Nunavut. L'ancien district de Keewatin, la plupart des îles de l'Arctique du district de Franklin et une partie nord-est du district de Mackenzie forment maintenant le Nunavut, le reste de Franklin et la majorité de Mackenzie constituent la forme actuelle des Territoires du Nord-Ouest.
Les Territoires du Nord-Ouest sont actuellement divisés cinq régions administratives : région d'Inuvik (Inuvik), région du Sahtu (Norman Wells), région du Dehcho (Fort Simpson), région du Slave Nord (Behchoko et Yellowknife), région du Slave Sud (Fort Smith et Hay River).